# خافيير كال
خافيير كال (بالإسبانية: Javier Calle)‏ (29 أبريل 1991 بميديلين في كولومبيا - ) هو لاعب كرة قدم كولومبي في مركز الوسط. شارك مع منتخب كولومبيا تحت 20 سنة لكرة القدم. أما مع النوادي، فقد لعب مع أمريكا دي كالي وإنديبندينتي ميديلين ونادي نيويورك سيتي وخاخواريس دي كوردوبا.

## وصلات خارجية
- خافيير كال على موقع الاتحاد الدولي (مؤرشف)  (الإنجليزية)
- خافيير كال على موقع الدوري الأمريكي (الإنجليزية)
- خافيير كال على موقع قاعدة بيانات كرة القدم.إي يو (الإنجليزية)
- خافيير كال على موقع Soccerway.com (الإنجليزية)
- خافيير كال على موقع عالم كرة القدم.نت (الإنجليزية)
- خافيير كال على موقع AS.com (الإسبانية)